# Гиаси, Мортеза
Мортеза Гиаси (перс. مرتضی قیاسی‎; род. 7 апреля 1995, Доруд, Лурестан или Лурестан) — иранский борец вольного стиля, участник Олимпийских игр.

## Карьера
В апреле 2021 года на чемпионате Азии в Алматы завоевал бронзовую медаль. В июне 2021 года сборная Ирана огласила состав на Олимпийские игры в Токио, куда вошёл Гиаси. В августе 2021 года на Олимпиаде в первом поединке на стадии 1/8 финала одолел тунисца Хайтема Дахлауи (5:1), а в 1/4 финала уступил на туше Баджангу Пунии, представлявшему Индию, и выбыл из турнира, заняв итоговое 8 место.

## Достижения
- Кубок мира по борьбе 2019 (команда) — ;
- Чемпионат Азии по борьбе 2021 — ;
- Олимпийские игры 2020 — 8;